# Карцов, Павел Петрович
Павел Петрович Карцов (24 июня 1821 — 22 апреля 1892) — генерал от инфантерии, военный писатель, участник Русско-турецкой войны 1877—1878 годов.

## Биография
Сын адмирала Пётра Кондратьевича Карцова, брат генерала от инфантерии Александра Петровича Карцова и сестры милосердия Елизаветы Петровны Карцовой, родился 24 июня 1821 года, происходил из дворян Новгородской губернии.
Образование получил в Новгородском графа Аракчеева кадетском корпусе и Дворянском полку, из которого 2 августа 1842 года был выпущен прапорщиком в лейб-гвардии Семёновский полк.
В 1849 году Карцов участвовал в походе гвардии в Венгрию против мятежников.
В 1856 году произведён в полковники, в 1857 году назначен командиром 3-го стрелкового батальона, в 1858 году — командиром учебного стрелкового батальона, в 1861 году — командиром Санкт-Петербургского гренадерского полка.
Произведённый 30 августа 1862 года в генерал-майоры, в следующем году Карцов принял участие в подавлении восстания в Польше. За отличия против поляков был награждён орденами св. Владимира 3-й степени (в 1863 году) и св. Станислава 1-й степени (в 1864 году).
30 августа 1870 года произведён в генерал-лейтенанты с назначением начальником 18-й пехотной дивизии, в 1876 году назначен начальником 3-й пехотной дивизии.
В войне с Турцией в 1877—1878 годах Карцов, кроме командования Ловче-Сельвинским отрядом и удачных действий под Плевной (занятие селений Тораса, Турского Избора и Горного Тетевена), совершил с отдельной колонной трудный зимний переход через Траянов перевал за Балканы, заняв с бою ряд городов (Сопот, Карлово и другие), и в 1878 году за отличие был награждён орденом Белого Орла с мечами.
По окончании войны Карцов был прикомандирован к Главному штабу и в конце 1885 года, вследствие своего преклонного возраста, был зачислен по запасным войскам. 18 апреля 1892 года Карцов был окончательно уволен со службы с производством в генералы от инфантерии.
Среди прочих наград Карцов имел ордена св. Анны 1-й степени (в 1867 году, императорская корона к этому ордену пожалована в 1869 году) и св. Владимира 2-й степени (в 1874 году).
Умер 22 апреля 1892 года в Санкт-Петербурге, похоронен на Митрофаниевском кладбище. Имел сына Георгия.
Перу Карцова принадлежат следующие труды:
- Субалтерн-офицер в роте, эскадроне и батарее. СПб., 1884
- История лейб-гвардии Семёновского полка. 1683—1854. Ч. 1—2. СПб., 1852—1854
- Памятно-справочная книга для командиров отдельный частей войск. СПб., 1880
- Командование отдельной частью. СПб., 1883
- Командование ротой и эскадроном. СПб., 1881 (2-е издание, исправленное и дополненное: СПб., 1885)
- Воспоминания участника минувшей войны. СПб., 1879
- Исторический очерк Новгородского графа Аракчеева кадетского корпуса и Нижегородской военной гимназии. 1834—1884. СПб., 1884
- Исторический очерк лейб-гвардии Первого стрелкового Е. И. В. батальона с 1856 по 1885 год. СПб., 1885
- Справочная книжка для строевого офицера. СПб., 1887
- Из прошлого. Личные и служебные воспоминания. Ч. 1—2. СПб., 1888

Кроме того, в журналах «Русская старина», «Военный сборник» и других, а также в газетах, им была напечатана масса статей военно-исторического и мемуарного характера.

## Семья
Женат на Александре Петровне Чайковской (1835—22.01.1899), двоюродной сестре Петра Ильича Чайковского. Умерла в Царском селе от рака печени, похоронена на Митрофаниевском кладбище. В семье было 11 детей - Пётр, Елизавета,Николай, Михаил, Мария, Екатерина, Александра, Прасковья, Лидия, Георгий. Сын Георгий (1861—1931) — деятель общественного охотничьего движения.